# Coenotephria interrupta
Coenotephria interrupta là một loài bướm đêm trong họ Geometridae.